# Ngoại giao

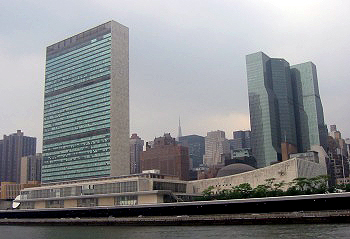
Liên Hợp Quốc có trụ sở ở New York là một tổ chức ngoại giao lớn nhất.

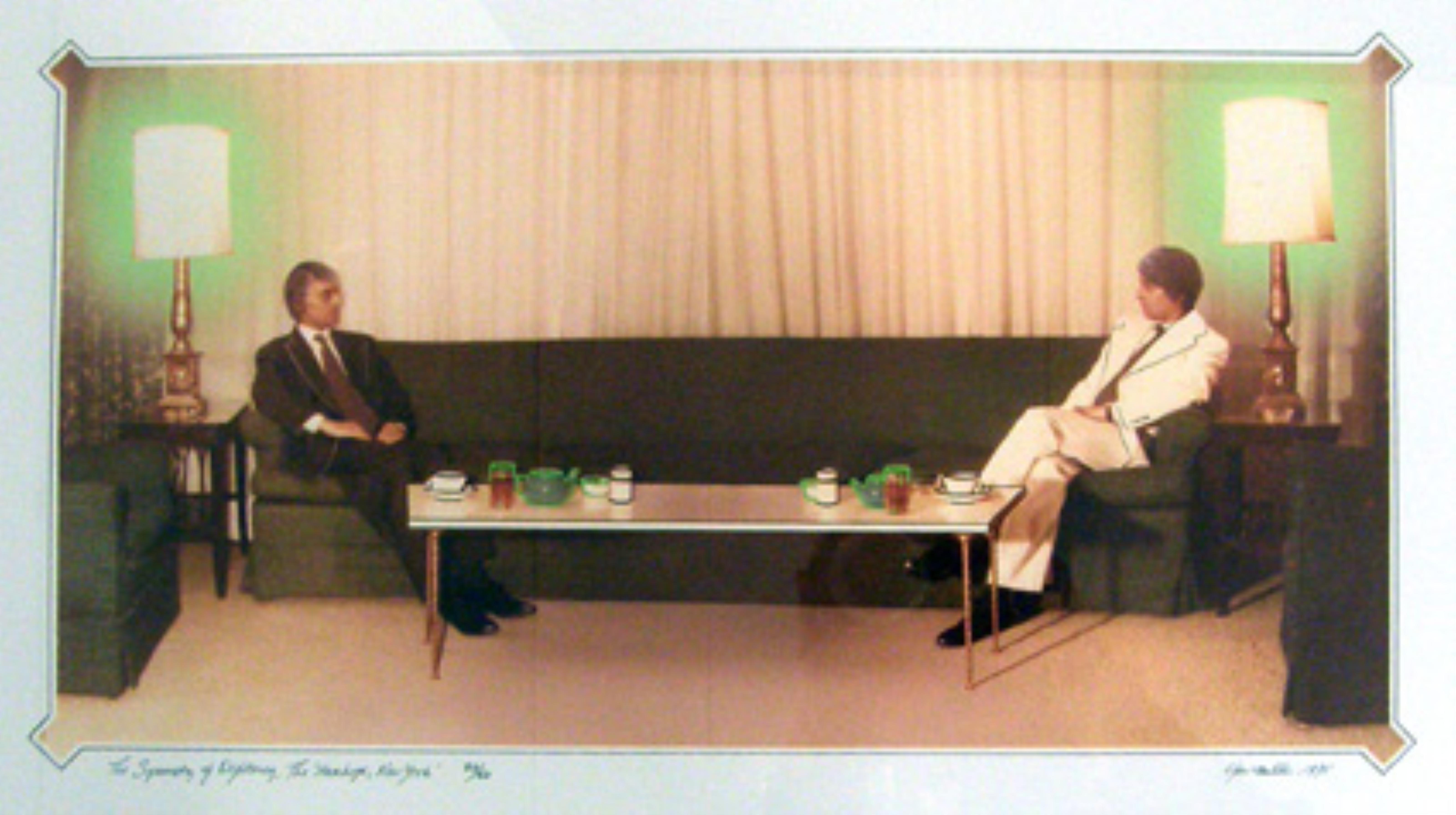
Ger van Elk, Symmetry of Diplomacy, 1975, Groninger Museum.

Ngoại giao (Tiếng Anh: diplomacy) là một nghệ thuật tiến hành trong việc đàm phán, thương lượng giữa những người đại diện cho một nhóm hay một quốc gia. Thuật ngữ này thông thường đề cập đến ngoại giao quốc tế, việc chỉ đạo, thực hiện các mối quan hệ quốc tế thông qua sự can thiệp hay hoà giải của các nhà ngoại giao liên quan đến các vấn đề như kinh tế, thương mại, văn hoá, du lịch, chiến tranh và tạo nền hòa bình và thường gọi là bang giao hay đối ngoại... Các hiệp ước quốc tế thường được đàm phán bởi các nhà ngoại giao trước tiên để đi đến việc xác nhận chính thức bởi các chính trị gia của các nước.
Về mặt xã hội, ngoại giao là việc sử dụng các tài xử trí, ứng biến để giành được sự thuận lợi, nó là một công cụ tạo ra cách diễn đạt các tuyên bố một cách không đối đầu, hay là một cách cử xử lịch thiệp, theo nghĩa này thì nó có nghĩa là xã giao.

## Nhà ngoại giao và nhiệm vụ ngoại giao
Nhiệm vụ chính của ngoại giao là bảo đảm đến cùng lợi ích quốc gia và dân tộc.

## Lịch sử
Ngoại giao là một phương pháp thiết lập các mối quan hệ giữa các nhóm người, và rõ ràng, nó xuất hiện ngay từ thời tiền sử. Theo G.Nicholson, những lý thuyết gia thế kỷ XIII tuyên bố rằng những nhà ngoại giao đầu tiên là những thiên thần (angels), những người đóng vai trò là các sứ giả giữa bầu trời và mặt đất.
Người ta cũng tin tưởng rằng, trong thời tiền sử, rất có thể xảy ra tình huống như thế này, một bộ lạc khi chiến tranh với những bộ lạc khác đã muốn thu thập và chôn cất người chết, phải tiến hành thỏa thuận, thương lượng để ngưng chiến. Lưu ý rằng, cuộc thương lượng sẽ không thể thành công nếu đại diện của bộ lạc bị giết hại trong quá trình truyền thông điệp. Và như vậy, phải có những luật lệ và đặc quyền nhất định để bảo vệ những sứ giả đó. Cá nhân những sứ giả hay những người được ủy quyền được thừa hưởng những quyền lợi hợp lệ nhưng phải nằm trong những khía cạnh đặc biệt nhất định. Tất cả những điều này góp phần định hình nên những đặc quyền ngoại giao được sử dụng trong quan hệ quốc tế hiện đại sau này.
Trong xã hội chiếm hữu nô lệ, sức mạnh quân sự được sử dụng liên tục để tạo ra thêm nhiều lực lượng lao động, và là phương tiện chủ yếu để hiện thực hóa chính sách ngoại giao của nhà nước. Vì thế, quan hệ ngoại giao chỉ được duy trì không thường xuyên thông qua các đại sứ, những người được cử đi và trở về sau khi hoàn thành một nhiệm vụ nhất định.
Trong thời kỳ phong kiến phân quyền, có sự tiếp nhận rộng rãi khái niệm "ngoại giao cá nhân" của các lãnh địa nhằm ký kết những hiệp định chấm dứt chiến tranh hay tham gia khối liên minh quân sự, hoặc tổ chức sắp đặt những cuộc hôn nhân chính trị giữa các triều đại. Giữa thế kỷ XV, cùng với sự phát triển của quan hệ quốc tế, dần dần xuất hiện những đại diện thường trực của quốc gia ở nước ngoài.